# Anton Karg

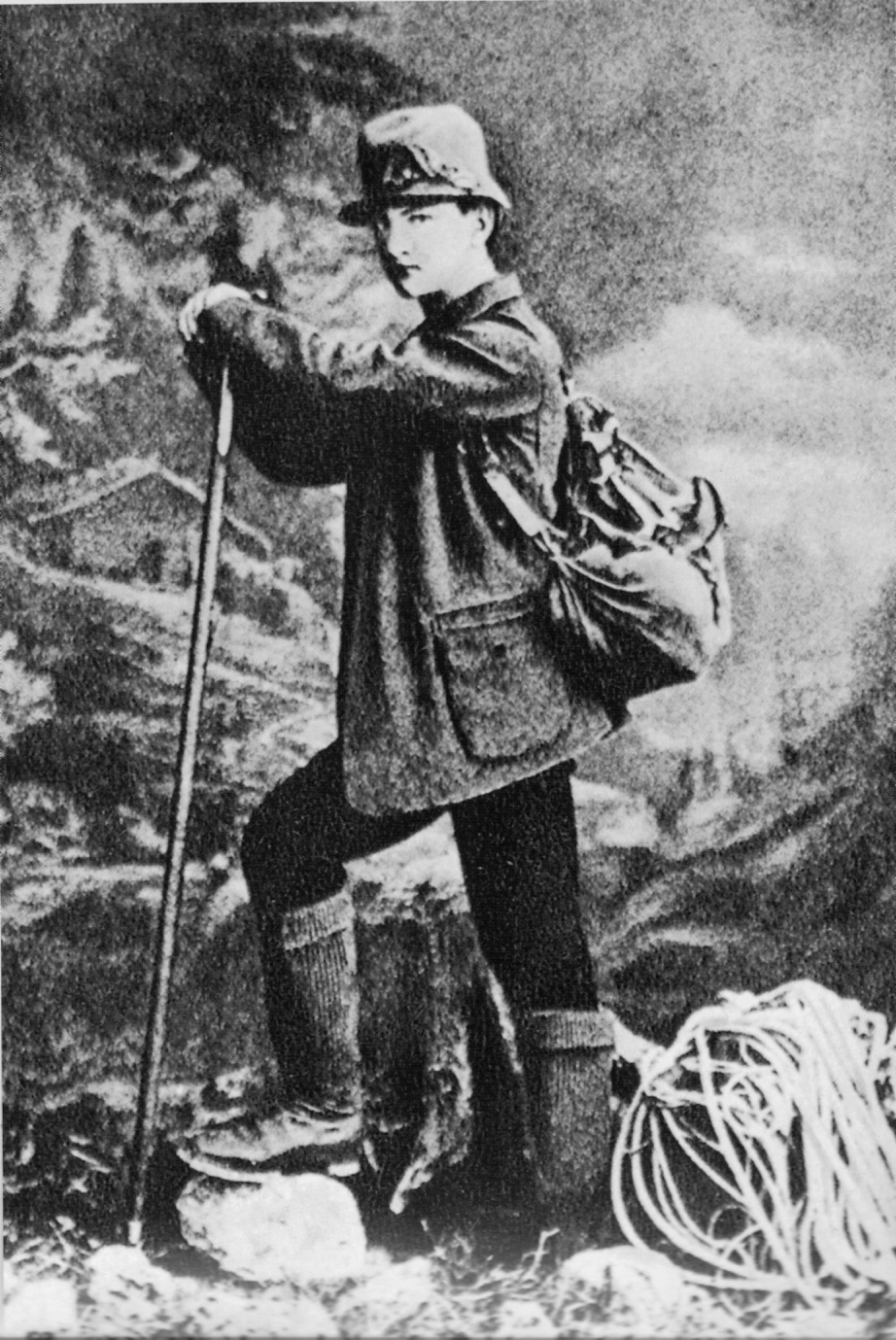
Der Münchener Bergsteiger Georg Winkler in einer Fotografie von Anton Karg (1888)

Anton Karg (* 1. November 1835 in Kufstein; † 23. April 1919 eben da) war Bürgermeister der Stadt Kufstein und Wegbereiter der touristischen Erschließung des Kaisergebirges in Tirol.

## Leben
Karg war Verwalter des Städtischen Armenfonds in Kufstein und von 1866 an Mitglied im Bürgerausschuss der Stadt. In diesem Jahr gründete er auch den Kufsteiner Turnverein, aus dem die von ihm zwölf Jahre lang geführte Freiwillige Feuerwehr hervorging. Von 1878 bis 1882 war er Erster Bürgermeister von Kufstein.
Als begeisterter Bergsteiger im Kaisergebirge gründete Karg 1877 die Alpenvereinssektion Kufstein (damals Sektion Unterinntal), war ab 1884 deren stellvertretender Vorstandsvorsitzender, ab 1888 zusätzlich ihr Hüttenwart und von 1900 bis 1919 schließlich Vorsitzender. In seine Vorstandszeit fielen die Anlage der zentralen Wanderwege zum Stripsenjochhaus und zur – später nach ihm benannten – Berghütte Hinterbärenbad sowie der Wiederaufbau dieser Hütte nach einem Brand im Jahr 1899. Auch als Fotograf machte er sich einen Namen.

## Ehrungen
Karg ist Ehrenbürger der Stadt Kufstein und Namensgeber der Alpenvereinshütte Anton-Karg-Haus und der Anton Karg-Straße in Kufstein. Er war Ehrenhauptmann der Feuerwehr Kufstein, Ehrenvorsitzender der Alpenvereinssektion Kufstein und Ehrenmitglied der Sektion Neuötting sowie des Turneralpenkränzchens München.

## Werke
- Sagen aus dem Kaisergebirge (3. Aufl. München 1901 / 4. Aufl. Kufstein 1926)